# Max Lehnerdt
Ne doit pas être confondu avec Max Leenhardt.
Max Lehnerdt, né le 22 octobre 1861 à Königsberg et mort en 1945, est un philologue allemand.

## Biographie
Max Lehnerdt étudie à l'université de Königsberg à partir de 1878, où il est l'élève de Gustav Hirschfeld, dont il rédigera la nécrologie. Pendant ses études, il devient membre de la fraternité Königsberg Teutonia en 1878. En 1883, il obtient son doctorat à Königsberg et l'année suivante, réussit l'examen pour le poste d'enseignant supérieur. De 1885 à 1887 il enseigne les lettres classiques au Gymnasium de Loetzen, puis au Lycée de Kneiphof jusqu'à sa retraite en 1927.
Il a publié des travaux allant de l'Antiquité à la Renaissance.

## Publications
- De locis Plutarchi ad artem spectantibus, Königsberg, 1883 (Lire en ligne).
- Iōannu Kanabutzē tu magistru Pros ton authentēn tēs Ainu kai Samothrakēs = Ioannis Canabutzae magistri Ad principem Aeni et Samothraces in Dionysium Halicarnasensem commentarius, Teubner, Leipzig, 1890.
- Georg Voigt, Die Wiederbelebung des classischen Altertums oder das erste Jahrhundert des Humanismus, 3e édition sous la direction de Max Lehnerdt, Reimer, Berlin, 1893[3].
- Zur Biographie des Giovanni di Conversino von Ravenna. Ein Beitrag zur Geschichte des Humanismus in Italien, Hartung, Königsberg, 1893.
- Gustav Hirschfeld, in: Biographisches Jahrbuch für Altertumskunde no 21, 1899, p. 65–90 (Lire en ligne).
- Die Verschwörung des Stefano Porcari und die Dichtung der Renaissance, In: Neue Jahrbücher für das klassische Altertum no 11, 1903.
- Lucretius in der Renaissance, Hartung, Königsberg, 1905.
- Horatii Romani Porcaria, seu de coniuratione Stephani Porcarii carmen cum aliis eiusdem quae inveniri potuerunt carminibus, Teubner, Leipzig, 1907.
- Aus Johannes Voigts ersten Königsberger Jahren, Gräfe & Unzer, 1929.
- Ein ungedruckter Brief Kants aus dem Besitz der Buchh. Gräfe & Unzer, Königsberg/Pr., Königsberg, 1930.